# Windbergen
Windbergen là một đô thị thuộc huyện Dithmarschen, trong bang Schleswig-Holstein, nước Đức. Đô thị Windbergen có diện tích 17,29 km², dân số thời điểm 31 tháng 12 năm 2006 là 842 người.